# Gabriele Moncini
Gabriele Moncini, né le 26 avril 1996 à Pistoia en Italie, est un footballeur italien, qui évolue au poste d'avant-centre au SSC Bari.

## Biographie

### Débuts professionnels
Natif de Pistoia en Italie, Gabriele Moncini passe notamment par le centre de formation de l'AC Prato, puis de la Juventus FC, mais c'est avec l'AC Cesena qu'il débute avec les professionnels. Il joue son premier match alors que le club évolue en Serie B, le 8 novembre 2013, contre le Spezia Calcio. Il entre en jeu à la place d'Alberto Almici (en) et son équipe s'incline par deux buts à un.
Le 23 janvier 2019, il signe en prêt pour une demi-saison à l'AS Cittadella. Trois jours plus tard, pour son premier match, face à Carpi, il inscrit également son premier but, contribuant ainsi à la victoire de son équipe (3-1). Un mois plus tard, le 23 février, Moncini réalise un triplé lors d'une victoire par quatre buts à un de son équipe face à l'US Lecce. En une demi-saison avec Cittadella, il inscrit quinze buts en 22 matchs.

### Benevento Calcio
Le 7 janvier 2020, Moncini est recruté par le Benevento Calcio, club de Serie B, avec qui il signe un contrat courant jusqu'en juin 2023, plus une année en option. Il réalise sa première apparition sous ses nouvelles couleurs le 19 janvier suivant, contre l'AC Pise. Il entre en jeu en cours de partie, et son équipe fait match nul (1-1). Il inscrit son premier but avec ce club le 26 janvier suivant, contre son ancien club, l'AS Cittadella, contre qui le Bénévent Calcio s'impose (1-2).

### Retour en prêt à la SPAL
Le 17 juillet 2022, Gabriele Moncini fait son retour à la SPAL, prêté avec option d'achat par le Benevento Calcio.

### En équipe nationale
Avec les moins de 16 ans, il inscrit un but face à l'Écosse, le 12 avril 2012.
Il compte deux sélections avec les moins de 19 ans, obtenues entre 2014 et 2015.
Le 21 mars 2019, Gabriele Moncini joue son premier match avec l'équipe d'Italie espoirs, en amical face à l'Autriche. Il entre en jeu en cours de partie ce jour-là, et les deux équipes se séparent sur un score nul (0-0).